# Danielea
Danielea is een geslacht van kreeftachtigen uit de klasse van de Malacostraca (hogere kreeftachtigen).

## Soort
- Danielea noelensis (Ward, 1934)